# Adobe Labs
Adobe Labs é um espaço onde você pode testar e opinar sobre os demais softwares Adobe. Nele, você tem acesso a tutoriais, amostras, documentações e muito mais. 

## Produtos Recentes
- Adobe AIR for Linux alpha
- Adobe Dreamweaver CS4 beta
- Adobe Fireworks CS4 beta
- Adobe Flash Lite 3 Developer Edition prerelease
- Adobe Flash Player 10 beta
- Adobe Flex Builder Linux alpha 3
- Adobe LiveCycle Data Services ES 2.6 beta
- Adobe Photoshop Express beta
- Adobe Photoshop Lightroom 2.0 beta
- Adobe Soundbooth CS4 beta

## Tecnologias Adicionais
- Ads for Adobe PDF beta
- ActionScript 3.0 Libraries
- Adobe AIR Badge beta
- Cairngorm 2.2
- Adobe ColdFusion Portlet Toolkit
- Data Services Stress Testing Framework prerelease 3
- DNG Codec release candidate
- Adobe Flash Lite for BREW Publisher for Adobe Flash CS3 Professional
- Flash-Ajax Video Component
- Adobe Flex Ant Tasks
- Adobe Flex Compiler Shell
- Adobe Flex Component Kit for Adobe Flash CS3
- Adobe Flex Scheduling Framework
- Adobe InDesign Plug-in Editor
- JamJar
- JSEclipse prerelease
- knowhow preview
- Adobe kuler 2.1
- Language Pack
- Mars Project prerelease 2.1
- Adobe Media Gallery for Adobe Bridge
- myFeedz
- NoteTag
- Adobe PDF iFilter 8 - 64-bit Support
- Pixel Bender Toolkit prerelease 3
- Adobe Photoshop Lightroom 1.3 Export SDK prerelease
- Adobe Photoshop CS3 Extended Plug-In for Google 3D Warehouse
- Pixmantec RawShooter Migration Tool
- Adobe Premiere Pro Update for Intel SSE4.1
- RoboHelp Packager for Adobe AIR beta 2
- Spry framework for Ajax prerelease 1.6.1
- CSS Advisor beta
- Adobe Flex Cookbook beta
- Adobe Source Libraries (ASL)

## Testes
O site da Adobe Labs disponibiliza o download dos softwares acima. Alguns, em versão Trial. 